# Wenceslaus van Falkenburg
Wenceslaus van Falkenburg (- juni 1369) was de tweede zoon van hertog Boleslaw van Falkenburg en Euphemia van Breslau. Hij volgde zijn broer Boleslaw II op als hertog van Falkenberg. Wenceslaus was gehuwd met Euphemia (-1411), dochter van Bolko II van Beuthen, maar het huwelijk bleef kinderloos. Zijn echtgenote huwde na de dood van Wenceslaus, in 1369, met Bolko III van Münsterberg. Wenceslaus werd opgevolgd door zijn broer Hendrik.